# Badowo-Mściska
Badowo-Mściska – wieś w Polsce położona w województwie mazowieckim, w powiecie żyrardowskim, w gminie Mszczonów. Ma status sołectwa. W latach 1975–1998 miejscowość administracyjnie należała do województwa skierniewickiego.
W miejscowości znajduje się zabytkowy dworek, gruntownie odrestaurowany w latach 80. XX wieku.